# Bak Sung-wun
Bak Sung-wun (koreanisch 박성운; * 18. November 1940 in Hamhŭng) ist ein ehemaliger nordkoreanischer Eisschnellläufer.
Bak trat international erstmals bei der Mehrkampfweltmeisterschaft 1963 in Karuizawa in Erscheinung, wobei er den 29. Platz im Großen Vierkampf errang. Bei seiner einzigen Teilnahme an Olympischen Winterspielen im Februar 1964 in Innsbruck belegte er den 28. Platz über 5000 m und kam bei der Mehrkampfweltmeisterschaft 1965 in Oslo auf den 38. Platz im Großen Vierkampf. Letztmals international startete er bei der Winter-Universiade 1970 in Rovaniemi. Dort wurde er Siebter über 5000 m und Sechster über 10.000 m.

## Persönliche Bestzeiten
| Disziplin | Zeit        | Datum             | Ort       |
| --------- | ----------- | ----------------- | --------- |
| 500 m     | 41,7 s      | 25. Dezember 1969 | Pujon     |
| 1500 m    | 2:10,2 min  | 8. Februar 1970   | Pjöngjang |
| 5000 m    | 7:40,2 min  | 25. Dezember 1969 | Pujon     |
| 10.000 m  | 16:19,8 min | 8. Januar 1970    | Kanggye   |